# 9678 van der Meer
A 9678 van der Meer (ideiglenes jelöléssel 2584 P-L) a Naprendszer kisbolygóövében található aszteroida. Cornelis Johannes van Houten, Ingrid van Houten-Groeneveld és Tom Gehrels fedezte fel 1960. szeptember 24-én.